# Photos of Ghosts
Photos of Ghosts è il terzo album in studio del gruppo musicale italiano Premiata Forneria Marconi, pubblicato nell'ottobre 1973 dalla Numero Uno.
Si tratta del primo album di un gruppo italiano ad essere entrato nella classifica statunitense Billboard 200, posizionandosi alla numero 180 nel novembre dello stesso anno.

## Descrizione
Si tratta della prima pubblicazione in lingua inglese del gruppo e contiene nuove versioni di brani originariamente pubblicati negli album Storia di un minuto e Per un amico, oltre all'inedito Old Rain. Cinque dei sette brani possiedono nuovi testi scritti da Peter Sinfield, coproduttore dell'album, mentre Celebration è in una versione differente rispetto all'originale, essendo stata reincisa.
Il missaggio è avvenuto presso gli Advision Studios di Londra.

## Tracce
Lato A
1. River of Life (Appena un po'[2][3]) – 7:00
2. Celebration (È festa) – 3:53
3. Photos of Ghosts (Per un amico) – 5:23
4. Old Rain – 3:41

Lato B
1. Il banchetto – 8:36
2. Mr. 9 'till 5 (Generale) – 4:11
3. Promenade the Puzzle (Geranio) – 7:29

## Formazione
Gruppo
- Mauro Pagani – flauto, ottavino, violino, voce
- Flavio Premoli – pianoforte, organo Hammond, mellotron, moog, voce
- Franco Mussida – chitarra elettrica e chitarra acustica, voce
- Giorgio Piazza – basso
- Franz Di Cioccio – batteria, percussioni

Produzione
- Claudio Fabi – produzione
- Premiata Forneria Marconi – produzione
- Pete Sinfield – produzione (tracce 2 e 4)
- Andy Hendriksen – ingegneria del suono
- Gaetano Ria – ingegneria del suono
- Julia Fryer – grafica
- Nick Darke – grafica
- Angela Williams – fotografia